# Gracilimus radix
Gracilimus radix är en gnagare i familjen råttdjur som förekommer endemisk på Sulawesi. Arten är närmast släkt med den likaså under 2010-talet ny beskrivna arten Waiomys mamasae. Tillsammans ingår de i en släktgrupp av näbbmusliknande råttdjur inom underfamiljen Murinae, den så kallade Echiothrix-gruppen.
Det vetenskapliga släktnamnet är sammansatt av de latinska orden gracilis (smal) och mus (mus). Det syftar på bålens form. Artepitet är bildat av det latinska ordet radix (rot). Djuret har i lokalbefolkningens språk (språket Mamasa) namnet "rotråtta" och därför valdes ett liknande namn.
Arten är känd från fem individer som upptäcktes vid berget Tanete Gandangdewata på centrala Sulawesi. Fyndplatsen ligger vid bergets låga sluttningar vid cirka 1600 meter över havet som är täckta av regnskog.
Gracilimus radix når en kroppslängd (huvud och bål) av 10,8 till 12,5 cm, en svanslängd av 16,1 till 16,3 cm och en vikt av 34 till 45 g. Bakfötterna är 2,8 till 3,0 cm långa och öronen är 1,3 till 1,4 cm stora. Djuret har en smal kropp. Håren som bildar den korta och mjuka pälsen på ovansidan är gråa vid roten, mörkbruna i mitten och ljusbruna vid spetsen vad som ger en spräcklig gråbrun färg. På undersidan förekommer ljusgrå till vit päls. Den ljusa pälsen når vid extremiteterna upp till ovansidan. Hos Gracilimus radix är bakbenen lite längre än armarna. De flesta tår är utrustade med böjda klor förutom stortån som bär en nagel. Svansens uppdelning i en mörk ovansida och en ljus undersida är otydlig.
I individernas magsäck registrerades rester av kackerlackor och andra insekter samt av växtdelar som kanske var rötter. Gracilimus radix går på marken och den är antagligen nattaktiv.
Skogarnas omvandling till jordbruksmark sker främst i områden lägre än 1500 meter över havet. Området där arten hittades är än så länge ursprungligt. Det finns inga naturskyddszoner i regionen. Populationens storlek är okänd. IUCN listar arten med kunskapsbrist (DD).